# Lijst van rijksmonumenten in Meliskerke
De plaats Meliskerke telt 8 inschrijvingen in het rijksmonumentenregister. Hieronder een overzicht.
| Object                                                                                  | Oorspronkelijke functie?  | Bouwjaar     | Architect | Locatie            | Coördinaten?                  | Nr.?  | Afbeelding                                      |
| --------------------------------------------------------------------------------------- | ------------------------- | ------------ | --------- | ------------------ | ----------------------------- | ----- | ----------------------------------------------- |
| Toren Odulphuskerk                                                                      | Kerk en kerkonderdeel     | ca. 1400     |           | Torenstraat 10     | 51° 30' 56" NB, 3° 30' 39" OL | 28117 | Meer afbeeldingen                               |
| Odulphuskerk                                                                            | Kerk en kerkonderdeel     | ca. 1400     |           | Torenstraat 8Rood  | 51° 30' 56" NB, 3° 30' 40" OL | 28118 | Meer afbeeldingen                               |
| Dorpszicht                                                                              | Boerderij                 | 18e eeuw     |           | Dorpsstraat 1      | 51° 30' 53" NB, 3° 30' 39" OL | 28119 | Dorpszicht                                      |
| Meliskerkse Molen                                                                       | Industrie- en poldermolen | 1801         |           | Molenweg 3         | 51° 30' 59" NB, 3° 31' 3" OL  | 28120 | Meer afbeeldingen                               |
| Schotse Hof                                                                             | Woonhuis                  | 17e-18e eeuw |           | Poppendamseweg 13  | 51° 31' 23" NB, 3° 32' 46" OL | 28121 | Schotse Hof                                     |
| Vrijstaand pand onder zadeldak, gootlijst op klosjes, schuiframen met zesruitsverdeling | Woonhuis                  | 1871         |           | Valkenburgstraat 3 | 51° 30' 58" NB, 3° 30' 40" OL | 28122 | Meer afbeeldingen                               |
| Perceelsgedeelte onder een dak met het nummer 7                                         | Woonhuis                  | 18e eeuw     |           | Valkenburgstraat 5 | 51° 30' 58" NB, 3° 30' 41" OL | 28123 | Perceelsgedeelte onder een dak met het nummer 7 |
| Pand onder een zadeldak met het nummer 5                                                | Woonhuis                  | 18e eeuw     |           | Valkenburgstraat 7 | 51° 30' 58" NB, 3° 30' 41" OL | 28124 | Meer afbeeldingen                               |